# DJ Eon
DJ Eon(본명: 이철원, 1972년 11월 21일 ~)은 대한민국의 남자 가수이자 작곡가이다.

## 도서
- 2011년 기타, 멋지게 한 곡(기타 고르기부터 연주까지 친절한 독학 가이드)

## 앨범
- 2005.12.01  1st Single 아티스트 Portable Groove 09

## 경력
- 2005.~ 그룹 '포터블 그루브 나인' 멤버

## 기타
- 2021 음악감독웹드라마 그래서 나는 안티팬과 결혼했다
- 2017 음악감독OCN 애타는 로맨스
- 2016 음악웹드라마 악몽선생
- 2015 음악감독, 작곡웹드라마 연애세포 시즌2
- 2015 음악웹드라마 고결한 그대
- 작곡영턱스클럽 - 못난이 콤플렉스
- 작곡god - 관찰